# Lisandro Martínez
Lisandro Martínez (* 18. Januar 1998 in Gualeguay) ist ein argentinischer Fußballspieler, der als Verteidiger für Manchester United und die argentinische Nationalmannschaft spielt.

## Karriere
Martínez spielte in seiner Jugend für Club Urquiza (aus Gualeguay), Club Libertad (aus Gualeguay) und die Newell’s Old Boys (aus Rosario). Er machte sein Profidebüt für Newell’s in der letzten Begegnung des Vereins der Saison 2016/17 und spielte über die gesamte Spielzeit bei einer Niederlage gegen CD Godoy Cruz. Im August 2017 wechselte Martínez auf Leihbasis zu CSD Defensa y Justicia, einer Mannschaft der argentinischen Primera División. Seinen ersten Auftritt für Defensa hatte er am 13. Oktober bei einer Niederlage gegen San Lorenzo. Zwei Spieltage später erzielte er sein erstes Seniorentor bei einem Auswärtssieg gegen CA Temperley. Defensa y Justicia verpflichtete Martínez dauerhaft im Juni 2018.
2019 wechselte Martínez zu Ajax Amsterdam und unterschrieb dort einen Vertrag mit vierjähriger Laufzeit mit der Option auf ein fünftes. Er gab sein Debüt in der Eredivisie am 3. August 2019 gegen Vitesse Arnheim. Mit Ajax wurde Martínez einmal niederländischer Pokalsieger und zweimal niederländischer Meister. Im Sommer 2022 wechselte er zu Manchester United, nachdem auch Trainer Erik ten Hag von Ajax in die Industriestadt Englands gegangen war.

## Nationalmannschaft
Er repräsentierte Argentinien bei der U-20-Südamerikameisterschaft 2017.
Am 22. März 2019 gab er sein Debüt für die A-Nationalmannschaft bei einer 1:3-Niederlage gegen Venezuela in Madrid.
Bei der Copa América 2021 kam er beim letzten Gruppenspiel (4:1-Sieg) gegen Bolivien zu einem Einsatz. Durch den 1:0-Finalsieg seines Teams am 10. Juli 2021 über Titelverteidiger Brasilien gewann er die Copa América 2021.
Als Teil der argentinischen Nationalmannschaft kam er bei der Fußball-Weltmeisterschaft 2022 zu fünf Einsätzen und wurde mit seinem Heimatland Weltmeister.

## Erfolge

### Nationalmannschaft
- Weltmeister: 2022
- Copa-América-Sieger: 2021, 2024
- Finalissima-Sieger: 2022 (ohne Einsatz)

### Vereine
Niederlande
- Meister: 2021, 2022
- Pokalsieger: 2021
- Supercupsieger: 2019

England
- Pokalsieger: 2024
- Ligapokalsieger: 2023